# XBIZ Awards - Performer

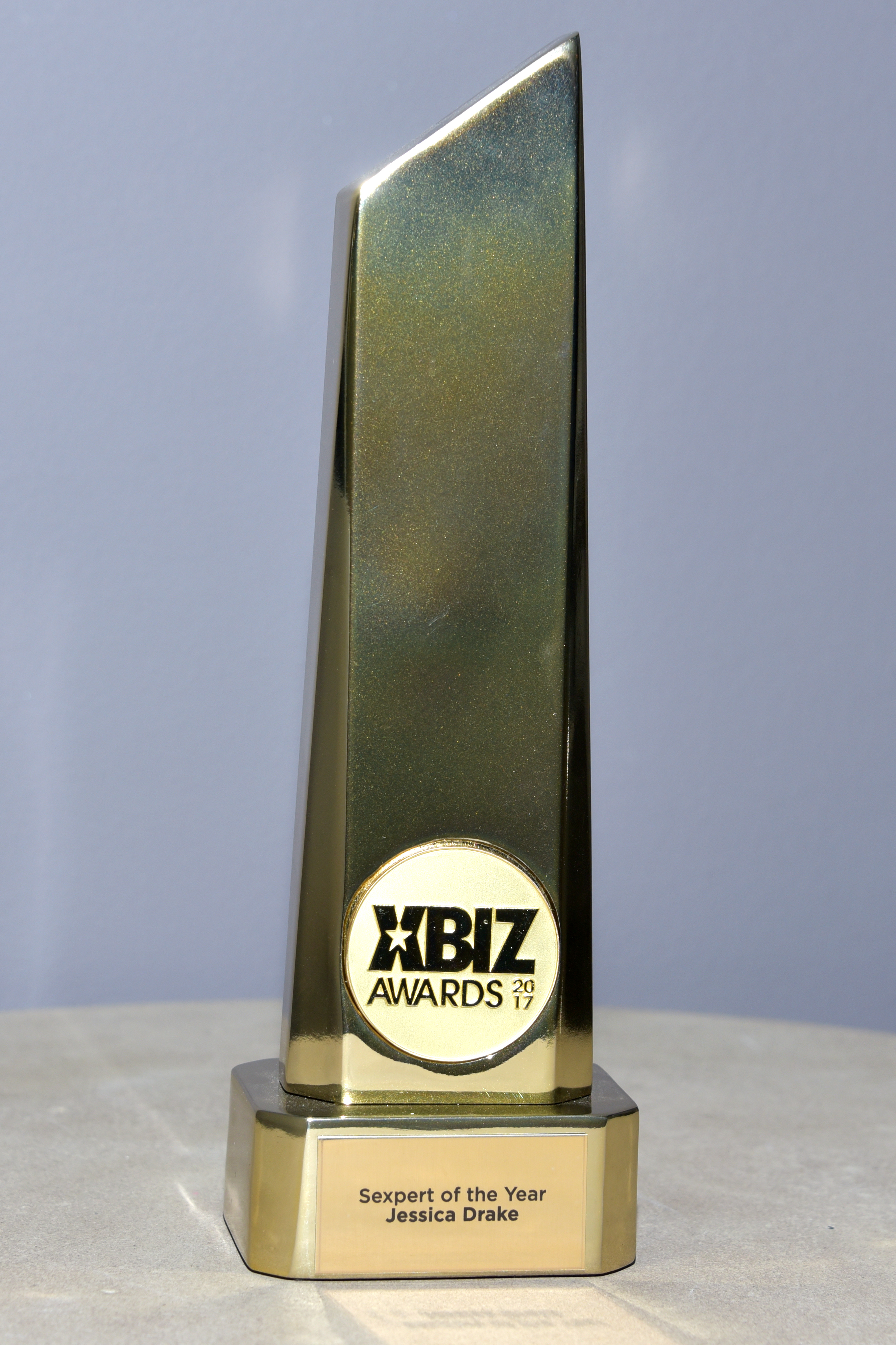
Trofeo degli "XBIZ Awards"

Gli XBIZ Performer Awards sono i premi cinematografici, presentati e sponsorizzati dalla rivista XBIZ, che premiano i singoli attori e attrici pornografici che si ritiene abbiano espresso le migliori performance pornografiche dell'anno. Sono suddivisi in varie categorie:
- Female Performer of the Year
- Male Performer of the Year
- Girl/Girl Performer of the Year
- Female Foreign Performer of the Year
- Male Foreign Performer of the Year
- MILF Performer of the Year
- Gay Performer of the Year
- Trans Performer of the Year
- Best New Starlet

- New Male Performer of the Year
- Best New Performer
- Best Acting — Lead
- Best Acting — Supporting
- Best Actress - Feature Movie
- Best Actor - Feature Movie
- Best Actress - Parody Release
- Best Actor - Parody Release
- Best Actress - Couples - Themed Release

- Best Actor - Couples - Themed Release
- Best Actress - All - Girl Release
- Best Non - Sex Performance
- Best Actress - Comedy Release
- Best Actor - Comedy Release
- Best Actress - Taboo Release
- Best Actor - Taboo Release
- Crossover Star of the Year

## Edizioni
| Premio                               | Anno | Vincitore 2021  | Vincitore 2022 | Vincitore 2023 | Vincitore 2024  |
| ------------------------------------ | ---- | --------------- | -------------- | -------------- | --------------- |
| Performer ot the Year                | 2023 | Non assegnato   | Non assegnato  | Cherie Deville | Seth Gamble     |
| Female Performer of the Year         | 2008 | Emily Willis    | Emily Willis   | Vanna Bardot   | Vanna Bardot    |
| Male Performer of the Year           | 2008 | Ramón Nomar     | Mick Blue      | Seth Gamble    | Zac Wild        |
| Female Foreign Performer of the Year | 2011 | Non assegnato   | Non assegnato  | Non assegnato  | Non assegnato   |
| Male Foreign Performer of the Year   | 2011 | Non assegnato   | Non assegnato  | Non assegnato  | Non assegnato   |
| Best New Performer                   | 2021 | Scarlit Scandal | Kenzie Anne    | Nicole Doshi   | Queenie Sateen  |
| Best Acting - Lead                   | 2021 | Maitland Ward   | Maitland Ward  | Jane Wilde     | Nicole Kitt     |
| Best Acting - Supporting             | 2021 | Seth Gamble     | Victoria Voxxx | Tommy Pistol   | Victoria Voxxx  |
| Girl/Girl Performer of the Year      | 2014 | Scarlett Sage   | Kenna James    | Aiden Ashley   | Gizelle Blanco  |
| MILF Performer of the Year           | 2011 | Cherie DeVille  | Alexis Fawx    | Reagan Foxx    | Lauren Phillips |
| Gay Performer of the Year            | 2008 | Max Konnor      | Michael Boston | Dillon Diaz    | Derek Kage      |
| Transgender Performer of the Year    | 2010 | Casey Kisses    | Casey Kisses   | Emma Rose      | Emma Rose       |